# メガハウス
株式会社メガハウス（英: MegaHouse Corporation）は、日本の食玩、フィギュア、ゲームなどの企画・開発および製造・販売メーカー。1962年（昭和37年）3月2日設立。バンダイナムコグループの1社。

## 概要
当初は一般パーティゲーム系アイテムの販売が主流だったが、後に発売した精密固定フィギュアアイテム『エクセレントモデル』や可動合金ロボットフィギュアアイテム『ヴァリアブルアクション』シリーズでも知名度を上げ、現在ではゲーム系ホビーの一般玩具と固定&可動フィギュアの二本柱運営形態となっている。玩具としての流通経路を取るモバイルエントリーグッズとして、タブレットやスマートフォンなど子供用スマートギアも取り扱っている。

## 沿革
- 1935年（昭和10年） - 創業。
- 1962年（昭和37年）3月2日 - エレクトロニクス関連の科学教材・玩具・出版物・音響製品などの企画・製作・販売を目的に株式会社科学技研として設立。
- 1996年（平成8年）3月 - バンダイ傘下となる。
- 1997年（平成9年）
  - 3月1日 - 同じバンダイ傘下のビーアイ、エンジェルを吸収合併。
  - 7月 - 社名を株式会社メガハウスに変更。
- 2002年（平成14年）12月 - 「学校のおもいで」発売。
- 2003年（平成15年）2月 - 精密造形固定ポーズフィギュアシリーズ「エクセレントモデル」シリーズ第一弾として、「キューティーモデル セーラームーン」シリーズ発売開始。本シリーズは以降同社精密固定フィギュアの大黒柱となる。
- 2005年（平成17年）4月1日 - 株式会社パルボックスより、同社の旧ツクダオリジナル関係事業の営業譲渡を受ける。
- 2008年（平成20年）2月 - 「ヴァリアブルアクション」シリーズ第一弾として「機甲創世記モスピーダ（レイ機 / スティック機）」を発売開始。これが同社の初の可動変形アクションフィギュアとなる。
- 2013年（平成25年）
  - 7月 - キッズモバイルギア第一弾として、子供用タブレット「tap me（タップミー）」を発売開始（対象年齢3〜6歳推奨）。
  - 9月 - 有限会社アルターとの共同レーベル「アルファオメガ」第一弾として「機動戦士ガンダムSEED イザーク・ジュール」発売開始。
  - 12月 - 「コップのフチ子」系列の実用コレクションフィギュアシリーズとして「お茶友」シリーズ第一弾「銀魂 ちょいと一服しませんか?」シリーズ発売開始。
- 2014年（平成26年）
  - 3月 - 「tap me」の次代機として対象年齢を上げた「tap me+（タップミープラス）」を発売開始（対象年齢6〜12歳推奨）。
  - 7月 - 子供用スマートフォン「Fairisia」を発売開始（Kurioと共同開発、女児玩具）。
- 2015年（平成27年）
  - 7月 - 「tap me」シリーズの後継機種、「tap me 2（タップミーツー）」を販売開始。
  - 11月 - 「Fairisia」の後継機種「tapmepot（タップミーポット）」を発売開始（KDインタラクティブ社Kurioと共同開発、男女児共通玩具）。
- 2016年（平成28年）7月 - 「デスクトップアーミー」シリーズ（B-101s シルフィーシリーズ6種）発売開始。可動コレクションフィギュア市場に参入。
- 2017年（平成29年）10月 - コトブキヤ『フレームアームズ・ガール』とのコラボレーションアイテム「デスクトップアーミー フレームアームズ・ガール KT321F 轟雷」シリーズ発売。コトブキヤのほとんどの可動アクションフィギュアキットシリーズ（フレームアームズ / フレームアームズ・ガール / ヘキサギア / メガミデバイス / モデリングサポートグッズ）と共通規格を採用。